# Biotech Dental
Biotech Dental est un fabricant français d'implants et prothèses dentaires, de dispositifs médicaux dédiés à l'orthodontie et à l'imagerie médicale.

## Historique
Biotech International a été fondée en 1987 à Salon-de-Provence en France par Philippe Veran, Bruno Thévenet et le Dr Francis Poulmaire, chirurgien-dentiste,. L'entreprise est rachetée en 1993 par le family office Upperside Capital Partners et se spécialise dans l'implant dentaire et orthopédique. En 2007, Biotech International devient actionnaire du spécialiste de l'impression 3D Poly-Shape, et utilise la fabrication additive pour produire des dispositifs médicaux.
À la suite de la cession des activités orthopédiques de Biotech International à l'américain Wright Medical Technology en 2012, Biotech International devient Biotech Dental, et se concentre sur les activités dentaires.
Biotech Dental conçoit, fabrique et distribue du matériel de chirurgie dentaire : implants dentaires, prothèses dentaires, scanner intra-oral, etc.
En 2018, le logiciel de simulation 3D Lucy, développé en partenariat avec AnatoScope, est commercialisé à destination des prothésistes dentaires.
En mai 2018, Sofina Group et Ceres Industries entrent au capital de Biotech Dental, qui réalise un tour de table de 52 millions d'euros.
En avril 2023, le groupe américain Henry Schein annonce l’acquisition de Biotech Dental, consolidant ainsi son développement européen dans le domaine de l’orthodontie et de l’implantologie.